# Ei 2011
Ei 2011 is een kunstwerk op het Raadhuisplein van Barneveld. De naam verwijst naar Barneveld als centrum van de pluimveeteelt en met name het kippenras Barnevelder. 
Het beeld van Guido Geelen is een geschenk van de Koninklijke De Heus Voeders aan de bevolking van Barneveld ter viering van het 100-jarig bestaan. Dit van oorsprong Barneveldse familiebedrijf was van 1911 tot 2004 gevestigd aan de Langstraat 96.
Het in verguld brons uitgevoerde beeld werd officieel onthuld op 4 september 2013 in aanwezigheid van Burgemeester en Wethouders. 
Guido Geelen liet zich in de loop der jaren vaker door de dierenwereld inspireren. Ook diervormen als kippen, koeien en varkens werden soms met bladgoud bedekt. De buitenzijde van het ei is vervangen door een combinatie van in brons gegoten ringen die elkaar raken. De ronde 'gaten' in het beeld dienen om de spanning tussen de dikte van 'het gouden ei' in relatie tot het holle inhoud te benadrukken. Geelen geeft er de voorkeur aan om de kijker alle vrijheid te geven om te associëren en betekenis te geven. De gietkanalen en de gietbekers, die nodig zijn om de verschillende onderdelen in brons te kunnen gieten, zijn zichtbaar gebleven, evenals lasnaden en eventuele gietfouten. Het manshoge beeld is met een aantal gietbekers op een hardstenen plateau vastgezet. Op dit plateau is een plaquette aangebracht.